# Їржі Флейшман
Їржі Флейшман (чеськ. Jiří Fleišman, нар. 2 жовтня 1984, Мост) — чеський футболіст, захисник клубу «Слован» та національної збірної Чехії.

## Клубна кар'єра
Вихованець клубу СІАД з рідного міста. Не маючи змоги пробитись до основної команди, виступав на правах оренди за «Хмел» та «Банік» (Соколов).
2008 року повернувся до рідного клубу, який став називатись «Банік» (Мост), у складі якого провів наступні два роки своєї кар'єри гравця.
До складу клубу «Слован» приєднався влітку 2010 року. 18 липня 2010 року дебютував за нову команду в матчі чемпіонату проти  «Динамо» (Чеське Будейовіце). У сезоні 2011/12 виграв з командою національний чемпіонат. Наразі встиг відіграти за ліберецьку команду 109 матчів в національному чемпіонаті.

## Виступи за збірну
3 червня 2014 року дебютував в офіційних матчах у складі національної збірної Чехії в товариській грі проти збірної Австрії (1:2), замінивши на 73 хвилині Давида Лімберського. Наразі провів у формі головної команди країни 1 матч.

## Титули і досягнення
- Чемпіон Чехії (1):

«Слован»: 2011-12
- Володар Кубка Чехії (2):

«Слован»: 2014-15
Млада Болеслав: 2015-16